# Паризькі бульвари

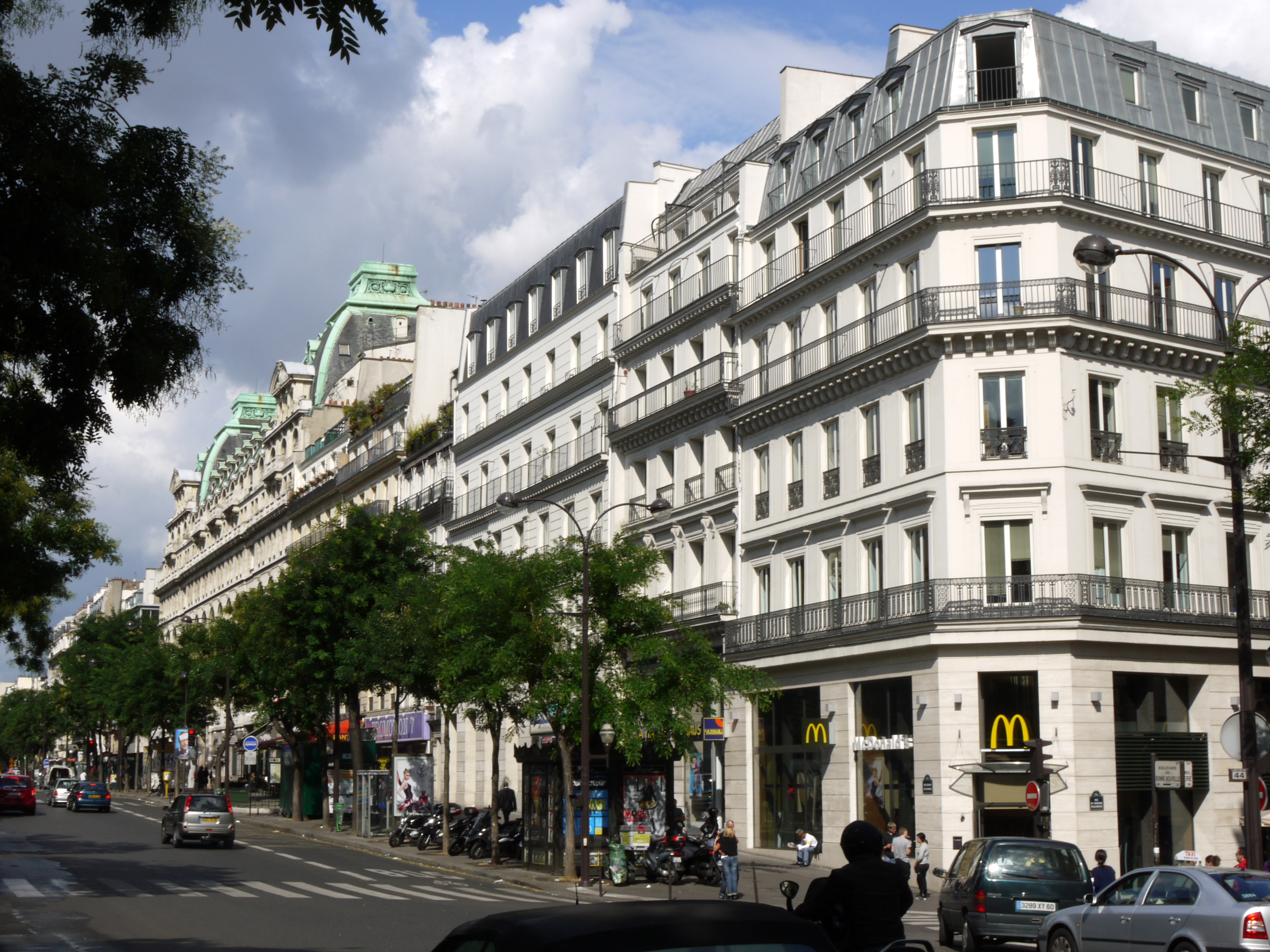
Бульвар Пуассоньєр

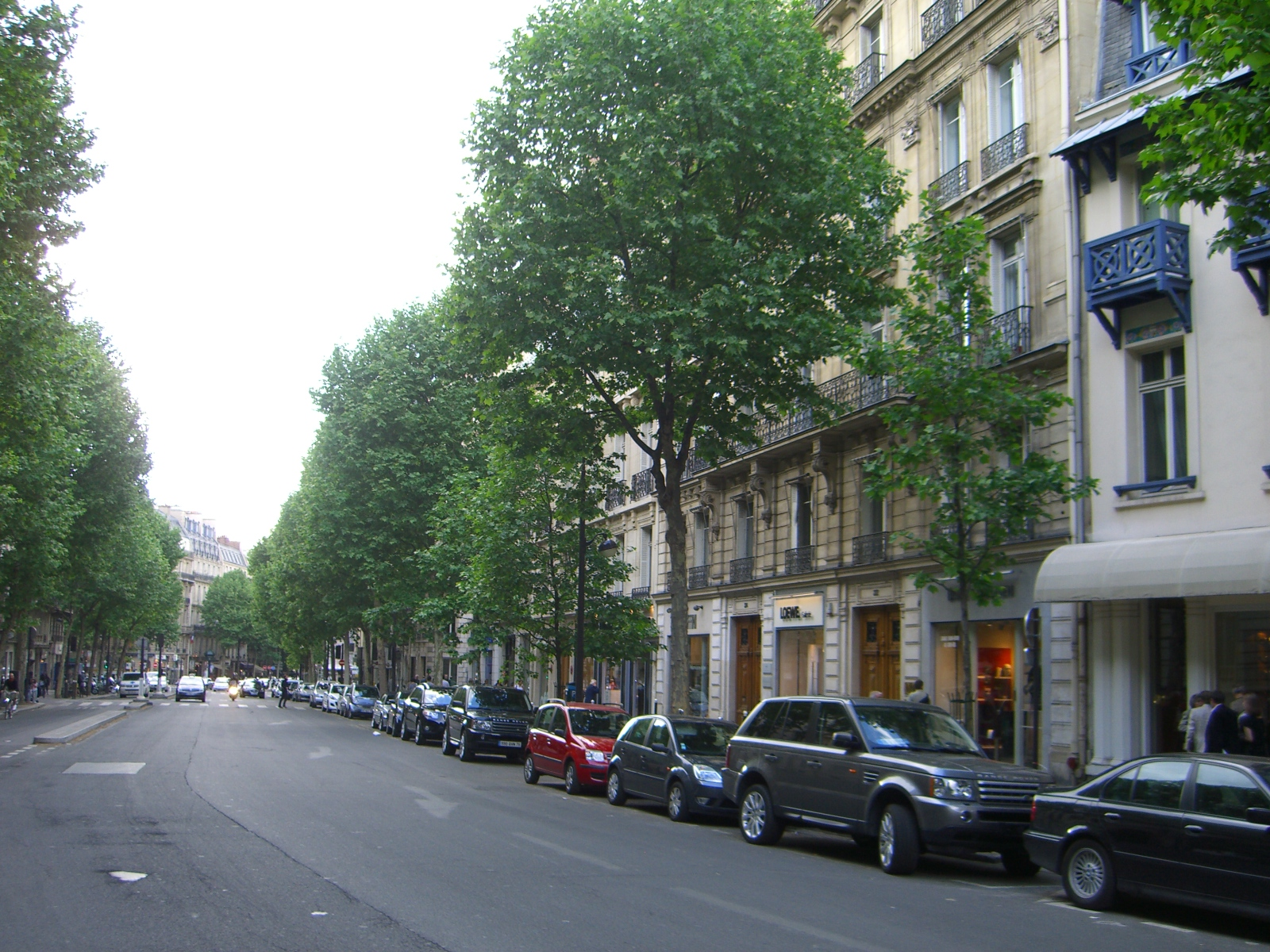
Бульвар Сен-Жермен

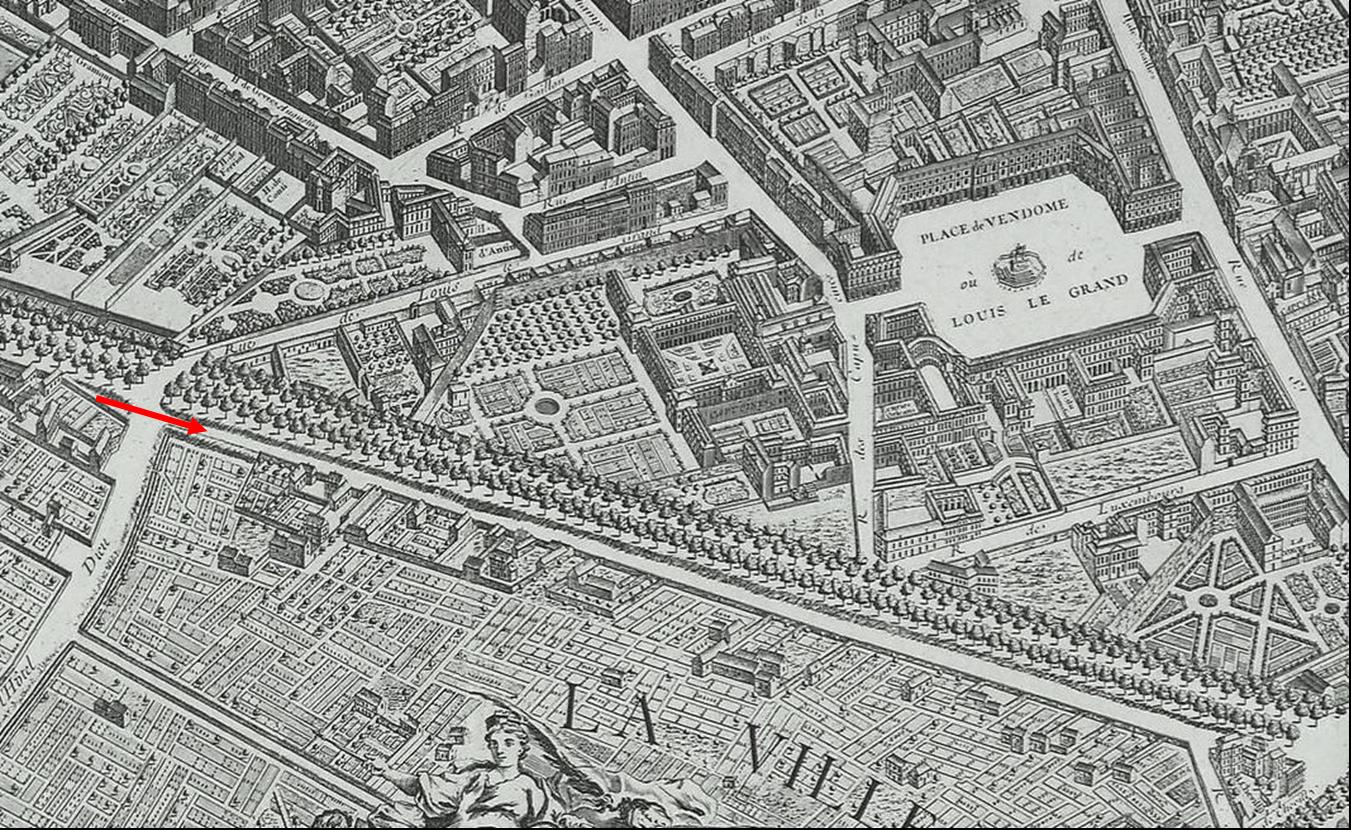
Бульвари на плані Тюрго (1736)

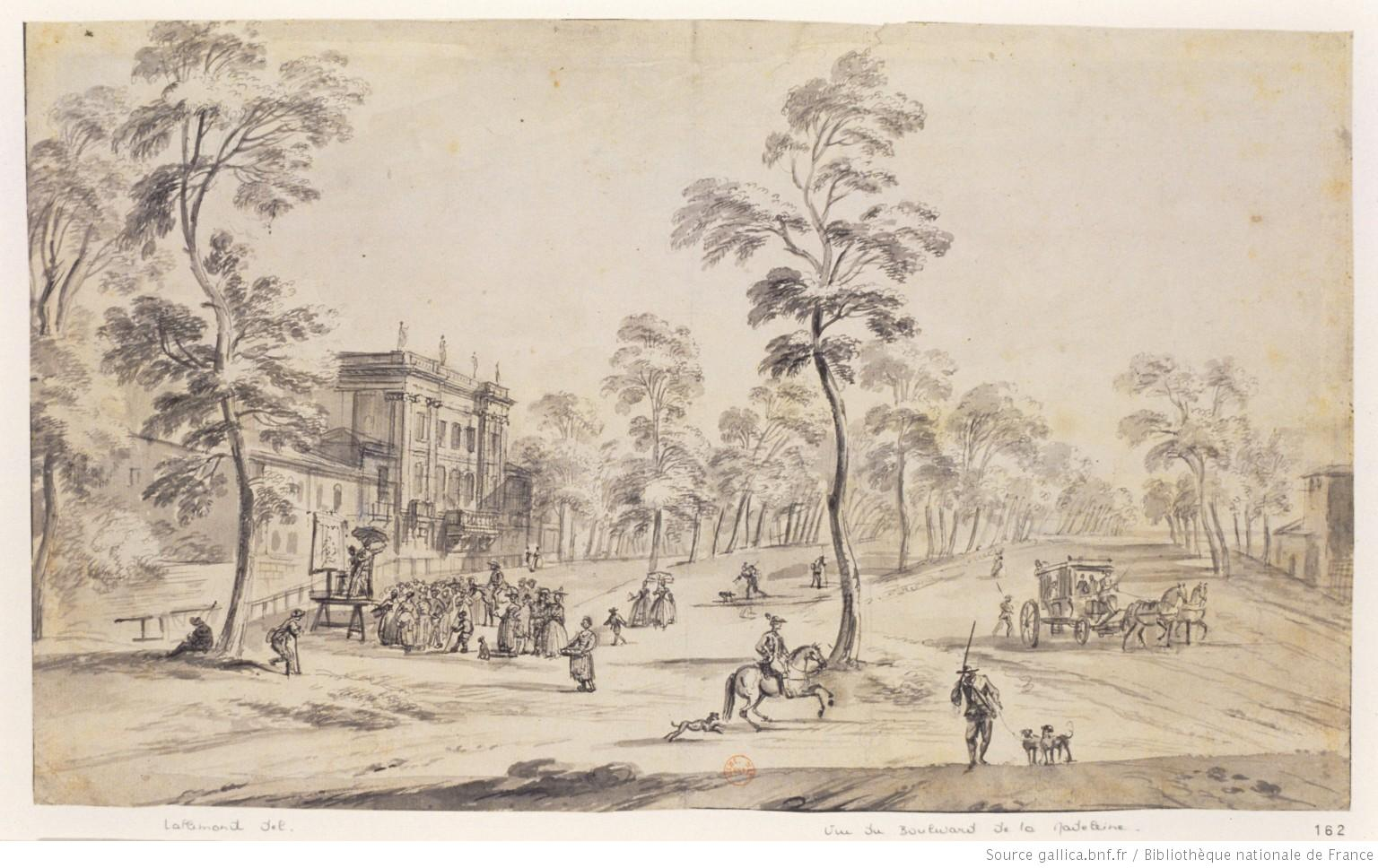
Щойно прокладений Бульвар Капуцинок

Паризькі бульвари (фр. Boulevards parisiens) — важлива частина міської ідентичності Парижа. Бульвари були споруджені на місці колишніх міських фортифікаційних споруд, що мали концентричну форму. Назва «бульвар» походить від голландського слова bolwerc, яке спершу означало оборонний мур, а згодом вал.

## Загальна характеристика
Бульвари асоціюються з певним способом життя, що передбачає наявність вільного часу і своєрідний фланерських дух. Цей потяг до розваг ще у XVIII столітті виражався у заснуванні численних театрів на бульварі Сен-Мартен, де ставили легкі, розважальні п'єси, позбавлені академізму. Бульвар дю Тампль в епоху Реставрації часом називався «бульваром злочинів», щоправда не через високу злочинність, а внаслідок численних п'єс з інтригуючими сюжетами. Не дивно, що саме на бульварах відбулася перша публічна демонстрація кінематографу.
На правому березі Сени Париж має три ряди бульварів: 1) Великі бульвари, 2) Бульвари, побудовані на місці муру, де проходив митний кордон міста (mur des fermiers généraux), ці бульвари не мають окремої загальної назви 3) Бульвари маршалів, побудовані після знесення Тьєрського муру (l'enceinte de Thiers).
Так звані Периферичні бульвари зберігають ідею кільця, але не мають того соціального й культурного значення, як решта згаданих паризьких бульварів. Периферичні бульвари фактично є окружною дорогою Парижа.

## Великі бульвари
Великі бульвари — найзнаменитіші бульвари Парижа. Воні розташовані на правому березі Сени на місті колишніх фортифікаційних споруд часів Карла V та Людовіка XIII. Сьогодні до Великих бульварів належать такі:
- Бульвар Бомарше (Boulevard Beaumarchais)
- Бульвар де Фій-дю-Кальвер (Boulevard des Filles-du-Calvaire)
- Бульвар дю Тампль (Boulevard du Temple)
- Бульвар Сен-Мартен (Boulevard Saint-Martin)
- Бульвар Сен-Дені (Boulevard Saint-Denis)
- Бульвар де Бонн-Нувель (Boulevard de Bonne-Nouvelle)
- Бульвар Пуассоньєр (Boulevard Poissonnière)
- Монмартрський бульвар (Boulevard Montmartre)
- Бульвар італійців (Boulevard des Italiens)
- Бульвар Капуцинок (Boulevard des Capucines)
- Бульвар де ла Мадлен (Boulevard de la Madeleine)

## Бульвари на місці міського муру
У 1784 році Шарль Нікола Леду спорудив нову лінію фортифікаційних споруд Парижа, так званий Мур головних орендарів (фр. le mur des Fermiers généraux). З зовнішнього боку муру було прокладено бульварне кільце. Парижани часто висловлювали незадоволення щодо існування цього муру, тож в 1950 році мур було знесено, але бульвари залишилися. Загальна довжина бульварів становить 24 км.

## Бульвари маршалів
У 1920 році було зруйновано мур Тьєра (l'enceinte de Thiers), що зробило можливим прокласти третє кільце бульварів. Ці бульвари було названо іменами маршалів епохи Імперії.

## Османські бульвари
«Османські» бульвари, які так називають на честь барона Османа, що радикально перепланував місто в XIX столітті, є особливим типом паризьких бульварів. Ці бульвари виникли не на місці, яке звільнилося від руйнування колишніх укріплень, а були прокладені через житлові райони міста з метою створення концентричних транспортних артерій. Прикладами таких бульварів можуть служити Бульвар Сен-Жермен або Бульвар Осман.